# Ronde van Spanje 1974
De 29e editie van de Ronde van Spanje ging op 23 april 1974 van start in Almería, in het zuiden van Spanje. Na 2.987 kilometer en negentien etappes werd op 12 mei in San Sebastian gefinisht. De ronde werd gewonnen door de Spanjaard José Manuel Fuente.

## Eindklassement
José Manuel Fuente werd winnaar van het eindklassement van de Ronde van Spanje van 1974 met een voorsprong van 11 seconden op Joaquim Agostinho. In de top tien eindigden zeven Spanjaarden. 
| rang | renner                   | land      | ploeg               | tijd       |
| ---- | ------------------------ | --------- | ------------------- | ---------- |
| 1    | José Manuel Fuente       | Spanje    | Kas-Kaskol          | 86u 48'18" |
| 2    | Joaquim Agostinho        | Portugal  | Bic                 | + 0'11"    |
| 3    | Miguel María Lasa        | Spanje    | Kas-Kaskol          | + 1'09"    |
| 4    | Luis Ocaña               | Spanje    | Bic                 | + 1'58"    |
| 5    | Domingo Perurena         | Spanje    | Kas-Kaskol          | + 4'29"    |
| 6    | José Antonio González    | Spanje    | Kas-Kaskol          | + 5'56"    |
| 7    | Jean-Pierre Danguillaume | Frankrijk | Peugeot-BP-Michelin | + 6'29"    |
| 8    | José Luis Uribezubia     | Spanje    | Kas-Kaskol          | + 6'33"    |
| 9    | Ventura Diaz             | Spanje    | Moteverde           | + 8'25"    |
| 10   | Roger Swerts             | België    | IJsboerke-Bertin    | + 8'28"    |

## Etappe-overzicht
| Etappe  | Datum    | Van - naar                         | Km         | Etappewinnaar           | Klassementsleider  |
| ------- | -------- | ---------------------------------- | ---------- | ----------------------- | ------------------ |
| Proloog | 23 april | Almería-Almería                    | 5 (ITT)    | Roger Swerts            | Roger Swerts       |
| 1       | 24 april | Almería - Almería                  | 98         | Eddy Peelman            | Roger Swerts       |
| 2       | 25 april | Almería - Granada                  | 187        | Eric Leman              | Bernard Thévenet   |
| 3       | 26 april | Granada - Fuengirola               | 161        | Rik Van Linden          | Bernard Thévenet   |
| 4       | 27 april | Marbella - Sevilla                 | 206        | Rik Van Linden          | Domingo Perurena   |
| 5       | 28 april | Sevilla - Córdoba                  | 139        | Domingo Perurena        | Domingo Perurena   |
| 6       | 29 april | Córdoba - Ciudad Real              | 211        | Eddy Peelman            | Domingo Perurena   |
| 7       | 30 april | Ciudad Real - Toledo               | 126        | Domingo Perurena        | Domingo Perurena   |
| 8a      | 1 mei    | Toledo - Madrid                    | 167        | Roger Swerts            | Domingo Perurena   |
| 8b      | 1 mei    | Circuito del Jarama                | 4 (TTT)    | KAS                     | Domingo Perurena   |
| 9       | 2 mei    | Madrid - Los Ángeles de San Rafael | 158        | José Manuel Fuente      | Domingo Perurena   |
| 10a     | 3 mei    | Los Ángeles de San Rafael          | 5 (ITT)    | Raymond Delisle         | José Manuel Fuente |
| 10b     | 3 mei    | Los Ángeles de San Rafael - Ávila  | 125        | Martin Martínez         | José Manuel Fuente |
| 11      | 4 mei    | Ávila - Valladolid                 | 168        | José Luis Uribezubia    | José Manuel Fuente |
| 12      | 5 mei    | Valladolid - León                  | 203        | Roger Swerts            | José Manuel Fuente |
| 13      | 6 mei    | León - Monte Naranco               | 128        | José Manuel Fuente      | José Manuel Fuente |
| 14      | 7 mei    | Oviedo - Cangas de Onís            | 134        | Joaquim Agostinho       | José Manuel Fuente |
| 15      | 8 mei    | Cangas de Onís - Laredo            | 210        | Juan Manuel Santisteban | José Manuel Fuente |
| 16      | 9 mei    | Laredo - Bilbao                    | 133        | Gerben Karstens         | José Manuel Fuente |
| 17      | 10 mei   | Bilbao - Miranda de Ebro           | 157        | Agustín Tamames         | José Manuel Fuente |
| 18      | 11 mei   | Miranda de Ebro - Eibar            | 152        | Agustín Tamames         | José Manuel Fuente |
| 19a     | 12 mei   | Eibar - San Sebastián              | 79         | Manuel Antonio García   | José Manuel Fuente |
| 19b     | 12 mei   | San Sebastián - San Sebastián      | 35,9 (ITT) | Joaquim Agostinho       | José Manuel Fuente |